# Стари Мираш
Стари Мираш (алб. Mirash i Vjetër) је насељено место у општини Урошевац, на Косову и Метохији.

## Положај
На основу члана 16. Закона о територијалној организацији Републике Србије, Стари Мираш је засебно насеље настало спајањем укинутог насеља Мираш и дела насеља Српски Мираш које је укинуто. Међутим, према привременим органима самоуправе тзв. „Републике Косово“, територија Старог Мираша припада катастарској зони Нови Мираш.

## Становништво
Према званичним пописима, Стари Мираш је имао следећи број становника:
| Демографија | Демографија | Демографија |
| Година      | Становника  | Становника  |
| ----------- | ----------- | ----------- |
| 1948.       | 60          |             |
| 1953.       | 70          |             |
| 1961.       | 76          |             |
| 1971.       | 81          |             |
| 1981.       | 72          |             |
| 1991.       | 73          |             |